# Koffiehuis

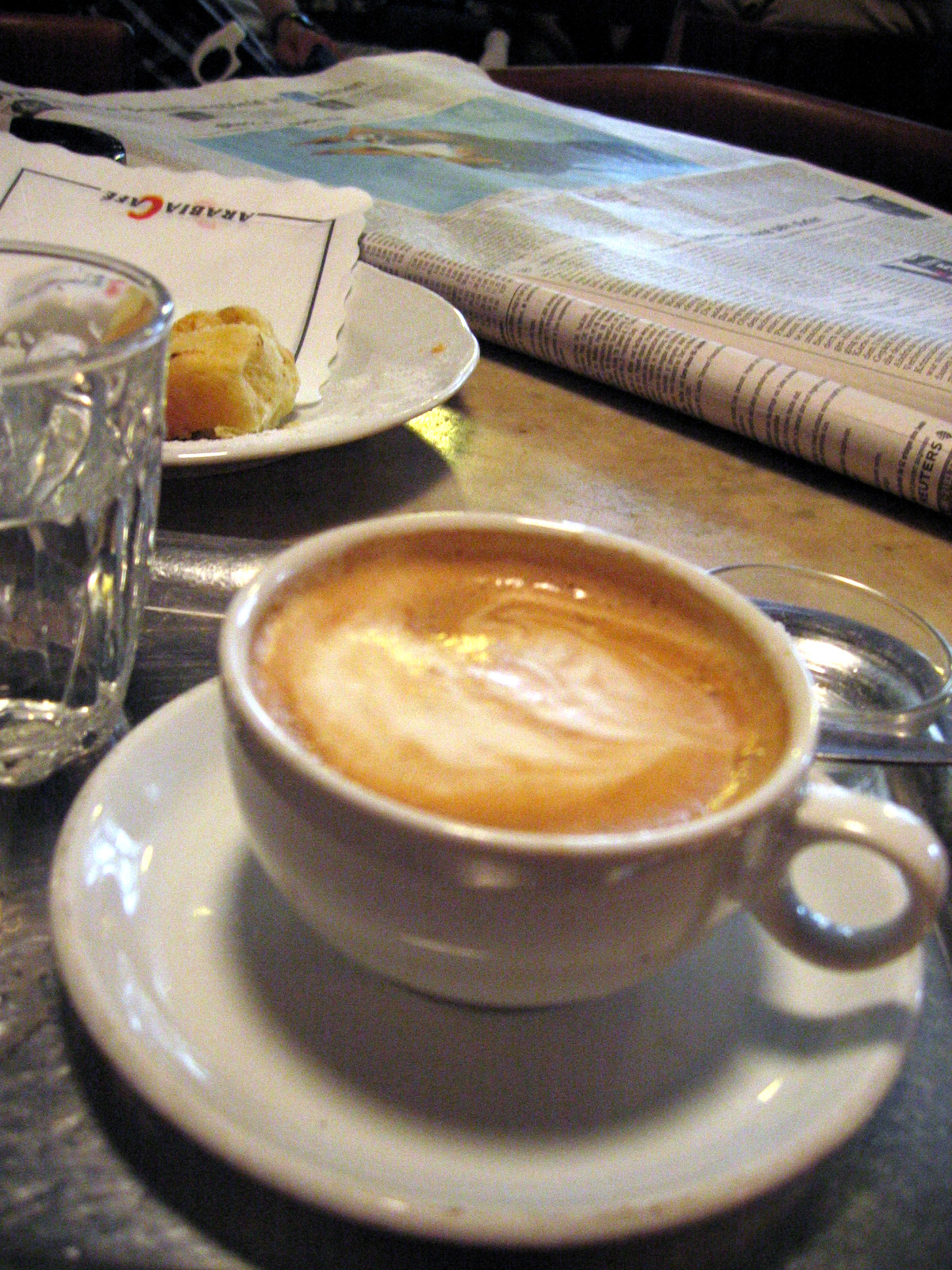

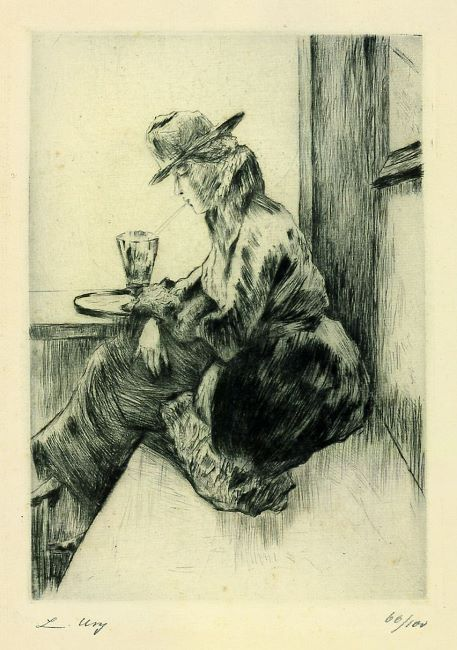
Vrouw in café, een droge-naaldprent van Lesser Ury (1861-1931)

Een koffiehuis is een wat verouderde benaming voor een horecagelegenheid die overdag is geopend, en waar vooral koffie en soms ook alcoholische dranken worden genuttigd. Een recentere naam voor eenzelfde gelegenheid is café en koffiebar.
Koffiehuizen in traditionele zin noemt men een café, naar het Franse woord voor koffie. De term koffiehuis wordt nog gebruikt voor vaak eenvoudige zaken waar mannen van Turkse en Marokkaanse afkomst samen komen.
Een koffiehuis werd vroeger ook coffeeshop genoemd, maar die term wordt bijvoorbeeld in Nederland alleen gebruikt voor een zaak waar softdrugs verkocht worden.

## Geschiedenis
Koffiedrinken heeft zich in de 15e eeuw van Ethiopië naar Mekka en het Ottomaanse Rijk verspreid. Alcohol was voor moslims niet toegestaan, maar koffiehuizen vervulden de behoefte aan gezelligheid. Koffiehuizen werden geopend in onder andere Damascus, Istanbul en Caïro.
Het eerste Europese koffiehuis is in 1645 in Venetië geopend. Andere, grote Europese steden bleven niet achter: in 1650 volgde Oxford, in 1651 Londen, in 1664 Den Haag, in 1677 Hamburg en in 1689 Parijs, Boston en New York.
In veel Europese landen bestaat een koffiehuiscultuur. Dat wil zeggen dat mensen naar een koffiehuis gaan om daar onder het genot van koffie langdurig de krant te lezen, met anderen te praten of naar anderen te kijken. Veel schrijvers schreven in koffiehuizen; Midden-Europese steden als Praag, Wenen en Boedapest hebben wat dit betreft een naam hoog te houden. De filosoof George Steiner meent dat het koffiehuis een fenomeen is waarin Europa zich onderscheidt van de Verenigde Staten.
In Nederland stonden de koffiehuizen in de negentiende eeuw vaak laag in aanzien; er werd veel gedronken en gegokt. Vandaar dat de Volksbond tegen Drankmisbruik rond de eeuwwisseling in de grote steden koffiehuizen voor geheelonthouders oprichtte, waarin geen alcohol werd geschonken.
Andere bezwaren tegen koffiehuizen waren dat ze soms ontmoetingsplaatsen voor politiek ontevredenen waren, en dat uit dergelijke discussies weleens de vonk van de revolutie kon ontstaan. Verschillende politieke bewegingen zijn inderdaad in de Weense koffiehuizen geboren. Leo Trotski (communisme), Adolf Hitler (nazisme) en Theodor Hertzl (zionisme) waren vaste koffiehuisbezoekers.